# Раздольное (Шевченковский район)
Раздо́льное (укр. Роздольне; до 4 февраля 2016 г. — Ле́нинка, до 1925 г. — Богоро́дичное, до 1903 г. — Лозово́е, до 1760 г. — Кантими́ровка) — село, Аркадевский сельский совет,
Шевченковский район, Харьковская область, Украина.
Код КОАТУУ — 6325781004. Население по переписи 2001 года составляет 179 (80/99 м/ж) человек.

## Географическое положение
Село Раздольное находится на левом берегу реки Великий Бурлук;
выше по течению на расстоянии в 2 км расположено село Смоловка,
ниже по течению на расстоянии в 2 км расположено село Крейдянка (нежил.),
в 4-х км — село Аркадевка,
на противоположном берегу — село Сергеевка.
По селу протекает пересыхающий ручей.

## История
- 1711 — дата основания села Кантеми́ровка (укр. Кантимировка), названного по фамилии Кантемиры.
- 1760 — переименовано в село Лозовое.
- 1903 — переименовано в село Богоро́дичное во имя Пресвятой Богородицы.
- 1925 — переименовано в село Ле́нинка в честь В. И. Ленина.
- февраль 2016 — село было «декоммунизировано» и переименовано в Раздольное[1][2][3][4][5].

## Экономика
- Свино-товарная ферма.

## Достопримечательности
- Братская могила советских воинов РККА. Похоронены 15 павших воинов.